# Gran Premio di superbike di Imola 2002
Il Gran Premio di superbike di Imola 2002 è stato la tredicesima e ultima prova del campionato mondiale Superbike 2002, disputato il 29 settembre sull'autodromo Enzo e Dino Ferrari, in gara 1 ha visto la vittoria di Colin Edwards davanti a Troy Bayliss e Rubén Xaus, lo stesso pilota si è ripetuto anche in gara 2, sempre davanti a Bayliss e Xaus.
La vittoria nella gara valevole per il campionato mondiale Supersport è stata ottenuta da Katsuaki Fujiwara.
Diversamente da altre annate precedenti, si era giunti a Imola con i titoli iridati ancora da assegnare: con i risultati della prova il titolo piloti del campionato mondiale Superbike è andato allo statunitense Colin Edwards su Honda che aveva nelle ultime gare ottenuto 9 successi consecutivi, superando così in classifica il campione in carica del campionato mondiale Superbike 2001, l'australiano Troy Bayliss. Sono stati del resto questi i piloti monopolizzatori della stagione con Edwards che ha ottenuto in totale 11 successi e Bayliss che ne ha ottenuto 14; l'unica vittoria del campionato che è sfuggita è andata al giapponese Makoto Tamada.
Il titolo costruttori, sempre della Superbike, è andato alla Ducati e il titolo iridato del campionato mondiale Supersport 2002 al francese Fabien Foret.
La gara del campionato Europeo della classe Superstock viene vinta da Vittorio Iannuzzo, lo stesso pilota italiano aveva già avuto la certezza del titolo continentale della Superstock al termine della gara precedente svoltasi ad Assen.

## Risultati

### Gara 1

#### Arrivati al traguardo[5]
| Pos. | Nº  | Pilota               | Squadra                   | Motocicletta       | Giri | Tempo     | Griglia | Punti |
| ---- | --- | -------------------- | ------------------------- | ------------------ | ---- | --------- | ------- | ----- |
| 1º   | 2   | Colin Edwards        | Castrol Honda             | Honda VTR 1000 SP2 | 21   | 38:17.324 | 1º      | 25    |
| 2º   | 1   | Troy Bayliss         | Ducati Infostrada         | Ducati 998 F 02    | 21   | +0:00.514 | 3º      | 20    |
| 3º   | 11  | Rubén Xaus           | Ducati Infostrada         | Ducati 998 F 02    | 21   | +0:08.651 | 2º      | 16    |
| 4º   | 100 | Neil Hodgson         | HM Plant Ducati           | Ducati 998 F 01    | 21   | +0:20.395 | 5º      | 13    |
| 5º   | 41  | Noriyuki Haga        | Playstation2-FGF Aprilia  | Aprilia RSV 1000   | 21   | +0:20.813 | 4º      | 11    |
| 6º   | 52  | James Toseland       | HM Plant Ducati           | Ducati 998 F 01    | 21   | +0:37.490 | 7º      | 10    |
| 7º   | 7   | Pierfrancesco Chili  | Ducati NCR Axo            | Ducati 998 RS      | 21   | +0:41.400 | 8º      | 9     |
| 8º   | 10  | Gregorio Lavilla     | Alstare Suzuki Corona     | Suzuki GSX-R750 Y  | 21   | +0:42.801 | 14º     | 8     |
| 9º   | 12  | Broc Parkes          | Ducati NCR Parmalat       | Ducati 998 RS      | 21   | +0:42.996 | 18º     | 7     |
| 10º  | 155 | Ben Bostrom          | Ducati L & M              | Ducati 998 F 02    | 21   | +0:49.381 | 6º      | 6     |
| 11º  | 9   | Chris Walker         | Kawasaki Racing           | Kawasaki ZX-7RR    | 21   | +0:53.456 | 11º     | 5     |
| 12º  | 30  | Alessandro Antonello | DFX Racing Ducati Pirelli | Ducati 998 RS      | 21   | +1:02.551 | 12º     | 4     |
| 13º  | 99  | Steve Martin         | DFX Racing Ducati Pirelli | Ducati 998 RS      | 21   | +1:04.962 | 19º     | 3     |
| 14º  | 19  | Lucio Pedercini      | Pedercini                 | Ducati 998 RS      | 21   | +1:05.473 | 10º     | 2     |
| 15º  | 14  | Hitoyasu Izutsu      | Kawasaki Racing           | Kawasaki ZX-7RR    | 21   | +1:08.867 | 13º     | 1     |
| 16º  | 20  | Marco Borciani       | Pedercini                 | Ducati 998 RS      | 21   | +1:22.883 | 15º     |       |
| 17º  | 46  | Mauro Sanchini       | Kawasaki Bertocchi        | Kawasaki ZX-7RR    | 21   | +1:45.397 | 17º     |       |
| 18º  | 36  | Ivan Clementi        | Kawasaki Bertocchi        | Kawasaki ZX-7RR    | 21   | +1:54.403 | 21º     |       |
| 19º  | 50  | Alessandro Valia     | Ass. Sportiva Bassani     | Ducati 996 RS      | 21   | +2:07.546 | 23º     |       |
| 20º  | 5   | Mark Heckles         | Castrol Honda Rumi        | Honda VTR 1000 SP2 | 21   | +2:14.047 | 27º     |       |
| 21º  | 113 | Paolo Blora          | Pacific                   | Ducati 996 RS      | 21   | +2:15.305 | 26º     |       |
| 22º  | 77  | Redamo Assirelli     | Pirelli                   | Yamaha R7          | 20   | +1 giro   | 28º     |       |

#### Ritirati
| Nº  | Pilota            | Squadra          | Motocicletta        | Giri | Griglia |
| --- | ----------------- | ---------------- | ------------------- | ---- | ------- |
| 60  | Jerónimo Vidal    | White Endurance  | Honda VTR 1000 SP1  | 13   | 24º     |
| 75  | Luca Pini         | Pedercini        | Ducati 996 RS       | 11   | 25º     |
| 6   | Peter Goddard     | Benelli Sport    | Benelli Tornado 900 | 9    | 20º     |
| 151 | Michele Malatesta | Pro.Con.         | Ducati 996 RS       | 9    | 22º     |
| 28  | Serafino Foti     | Pedercini        | Ducati 996 RS       | 8    | 16º     |
| 33  | Juan Borja        | Spaziotel Racing | Ducati 998 RS       | 6    | 9º      |

### Gara 2

Da sinistra: l'iridato uscente Troy Bayliss e il neocampione Colin Edwards sul podio al termine di Gara 2; con loro, Rubén Xaus.

#### Arrivati al traguardo[6]
| Pos. | Nº  | Pilota           | Squadra                   | Motocicletta       | Giri | Tempo     | Griglia | Punti |
| ---- | --- | ---------------- | ------------------------- | ------------------ | ---- | --------- | ------- | ----- |
| 1º   | 2   | Colin Edwards    | Castrol Honda             | Honda VTR 1000 SP2 | 21   | 38:13.128 | 1º      | 25    |
| 2º   | 1   | Troy Bayliss     | Ducati Infostrada         | Ducati 998 F 02    | 21   | +0:00.980 | 3º      | 20    |
| 3º   | 11  | Rubén Xaus       | Ducati Infostrada         | Ducati 998 F 02    | 21   | +0:06.183 | 2º      | 16    |
| 4º   | 41  | Noriyuki Haga    | Playstation2-FGF Aprilia  | Aprilia RSV 1000   | 21   | +0:21.647 | 4º      | 13    |
| 5º   | 100 | Neil Hodgson     | HM Plant Ducati           | Ducati 998 F 01    | 21   | +0:27.403 | 5º      | 11    |
| 6º   | 52  | James Toseland   | HM Plant Ducati           | Ducati 998 F 01    | 21   | +0:34.187 | 7º      | 10    |
| 7º   | 10  | Gregorio Lavilla | Alstare Suzuki Corona     | Suzuki GSX-R750 Y  | 21   | +0:41.609 | 14º     | 9     |
| 8º   | 12  | Broc Parkes      | Ducati NCR Parmalat       | Ducati 998 RS      | 21   | +0:41.819 | 18º     | 8     |
| 9º   | 155 | Ben Bostrom      | Ducati L & M              | Ducati 998 F 02    | 21   | +0:49.386 | 6º      | 7     |
| 10º  | 14  | Hitoyasu Izutsu  | Kawasaki Racing           | Kawasaki ZX-7RR    | 21   | +0:51.223 | 13º     | 6     |
| 11º  | 33  | Juan Borja       | Spaziotel Racing          | Ducati 998 RS      | 21   | +0:51.418 | 9º      | 5     |
| 12º  | 9   | Chris Walker     | Kawasaki Racing           | Kawasaki ZX-7RR    | 21   | +1:23.214 | 11º     | 4     |
| 13º  | 19  | Lucio Pedercini  | Pedercini                 | Ducati 998 RS      | 21   | +1:26.780 | 10º     | 3     |
| 14º  | 99  | Steve Martin     | DFX Racing Ducati Pirelli | Ducati 998 RS      | 21   | +1:39.249 | 19º     | 2     |
| 15º  | 46  | Mauro Sanchini   | Kawasaki Bertocchi        | Kawasaki ZX-7RR    | 21   | +1:46.649 | 17º     | 1     |
| 16º  | 36  | Ivan Clementi    | Kawasaki Bertocchi        | Kawasaki ZX-7RR    | 21   | +1:48.840 | 21º     |       |
| 17º  | 50  | Alessandro Valia | Ass. Sportiva Bassani     | Ducati 996 RS      | 20   | +1 giro   | 23º     |       |
| 18º  | 60  | Jerónimo Vidal   | White Endurance           | Honda VTR 1000 SP1 | 20   | +1 giro   | 24º     |       |
| 19º  | 77  | Redamo Assirelli | Pirelli                   | Yamaha R7          | 18   | +3 giri   | 28º     |       |

#### Ritirati
| Nº  | Pilota               | Squadra                   | Motocicletta       | Giri | Griglia |
| --- | -------------------- | ------------------------- | ------------------ | ---- | ------- |
| 28  | Serafino Foti        | Pedercini                 | Ducati 996 RS      | 19   | 16º     |
| 75  | Luca Pini            | Pedercini                 | Ducati 996 RS      | 18   | 25º     |
| 7   | Pierfrancesco Chili  | Ducati NCR Axo            | Ducati 998 RS      | 17   | 8º      |
| 20  | Marco Borciani       | Pedercini                 | Ducati 998 RS      | 16   | 15º     |
| 5   | Mark Heckles         | Castrol Honda Rumi        | Honda VTR 1000 SP2 | 12   | 27º     |
| 151 | Michele Malatesta    | Pro.Con.                  | Ducati 996 RS      | 8    | 22º     |
| 113 | Paolo Blora          | Pacific                   | Ducati 996 RS      | 2    | 26º     |
| 30  | Alessandro Antonello | DFX Racing Ducati Pirelli | Ducati 998 RS      | 1    | 12º     |

### Supersport

#### Arrivati al traguardo
| Pos. | Nº | Pilota            | Squadra                      | Motocicletta    | Giri | Tempo     | Punti |
| ---- | -- | ----------------- | ---------------------------- | --------------- | ---- | --------- | ----- |
| 1º   | 37 | Katsuaki Fujiwara | Alstare Suzuki Corona        | Suzuki GSX-R600 | 21   | 40'15.186 | 25    |
| 2º   | 12 | Stéphane Chambon  | Alstare Suzuki Corona        | Suzuki GSX-R600 | 21   | +3.661    | 20    |
| 3º   | 17 | Chris Vermeulen   | Van-zon-Honda-T.K.R.         | Honda CBR 600F  | 21   | +4.560    | 16    |
| 4º   | 99 | Fabien Foret      | Ten Kate Honda               | Honda CBR 600F  | 21   | +9.150    | 13    |
| 5º   | 3  | Jörg Teuchert     | Yamaha Motor Germany         | Yamaha YZF R6   | 21   | +10.850   | 11    |
| 6º   | 44 | Antonio Carlacci  | Lorenzini by Leoni           | Yamaha YZF R6   | 21   | +17.865   | 10    |
| 7º   | 9  | Iain MacPherson   | Ten Kate Honda               | Honda CBR 600F  | 21   | +25.361   | 9     |
| 8º   | 20 | Stefano Cruciani  | T. Italia Lorenzini by Leoni | Yamaha YZF R6   | 21   | +40.323   | 8     |
| 9º   | 13 | Christophe Cogan  | BKM Honda Racing             | Honda CBR 600F  | 21   | +41.066   | 7     |
| 10º  | 33 | Robert Frost      | Saveko Racing                | Yamaha YZF R6   | 21   | +43.499   | 6     |
| 11º  | 8  | James Ellison     | Kawasaki Racing              | Kawasaki ZX-6R  | 21   | +44.679   | 5     |
| 12º  | 81 | Robert Ulm        | OPCM Racing                  | Yamaha YZF R6   | 21   | +47.123   | 4     |
| 13º  | 42 | Matthieu Lagrive  | Saveko Racing                | Yamaha YZF R6   | 21   | +48.732   | 3     |
| 14º  | 74 | Paul Young        | Van-zon-Honda-T.K.R.         | Honda CBR 600F  | 21   | +49.711   | 2     |
| 15º  | 59 | Michael Laverty   | Honda UK Race                | Honda CBR 600F  | 21   | +1'02.217 | 1     |
| 16º  | 45 | Laurent Brian     | BKM Honda Racing             | Honda CBR 600F  | 21   | +1'02.766 |       |
| 17º  | 73 | Jury Proietto     | Superbike Racing             | Honda CBR 600F  | 21   | +1'30.605 |       |
| 18º  | 64 | Claudio Cipriani  | GIMotorsport                 | Yamaha YZF R6   | 20   | +1 giro   |       |

#### Ritirati
| Nº | Pilota               | Squadra                | Motocicletta   | Giri |
| -- | -------------------- | ---------------------- | -------------- | ---- |
| 77 | Giovanni Bussei      | Ducati NCR Nortel Net. | Ducati 748 R   | 13   |
| 11 | Piergiorgio Bontempi | Ducati NCR Nortel Net. | Ducati 748 R   | 9    |
| 7  | Karl Muggeridge      | Honda UK Race          | Honda CBR 600F | 6    |
| 15 | Alessio Corradi      | Team Italia Spadaro    | Yamaha YZF R6  | 2    |
| 1  | Andrew Pitt          | Kawasaki Racing        | Kawasaki ZX-6R | 2    |
| 16 | Gianluca Nannelli    | Rox Racing             | Ducati 748 R   | 1    |
| 2  | Paolo Casoli         | Yamaha Belgarda        | Yamaha YZF R6  | 1    |
| 40 | Lorenzo Segoni       | GIMotorsport           | Yamaha YZF R6  | 1    |

#### Non partito
| Nº | Pilota            | Squadra              | Motocicletta  |
| -- | ----------------- | -------------------- | ------------- |
| 91 | Christian Kellner | Yamaha Motor Germany | Yamaha YZF R6 |

### Superstock

#### Arrivati al traguardo
| Pos. | Nº | Pilota               | Squadra                      | Motocicletta       | Giri | Tempo     | Punti |
| ---- | -- | -------------------- | ---------------------------- | ------------------ | ---- | --------- | ----- |
| 1º   | 31 | Vittorio Iannuzzo    | Alstare System Suzuki Italia | Suzuki GSX 1000 R  | 13   | 24'55.688 | 25    |
| 2º   | 54 | Alex Martinez        | Circuit Comunitat Valenciana | Suzuki GSX 1000 R  | 13   | +17.524   | 20    |
| 3º   | 4  | Andi Notman          | LiveOnScreen Racing          | Suzuki GSX 1000 R  | 13   | +20.401   | 16    |
| 4º   | 70 | Ilario Dionisi       | Celani                       | Suzuki GSX 1000 R  | 13   | +23.039   | 13    |
| 5º   | 6  | Gianluca Vizziello   | GIMotorsport                 | Yamaha YZF 1000 R1 | 13   | +26.484   | 11    |
| 6º   | 42 | Riccardo Chiarello   | D.F.X. Racing Ducati Pirelli | Ducati 998 S       | 13   | +27.043   | 10    |
| 7º   | 28 | Giacomo Romanelli    | Alstare System Suzuki Italia | Suzuki GSX 1000 R  | 13   | +28.772   | 9     |
| 8º   | 2  | Walter Tortoroglio   | Rumi                         | Honda CBR 900 RR   | 13   | +29.305   | 8     |
| 9º   | 77 | Olivier Four         | Star Moto                    | Suzuki GSX 1000 R  | 13   | +29.603   | 7     |
| 10º  | 37 | William De Angelis   | Lorenzini by Leoni           | Yamaha YZF 1000 R1 | 13   | +29.719   | 6     |
| 11º  | 90 | Lorenzo Mauri        | Lorenzini by Leoni           | Yamaha YZF 1000 R1 | 13   | +30.413   | 5     |
| 12º  | 44 | Alessandro Brannetti | Rumi                         | Honda CBR 900 RR   | 13   | +34.571   | 4     |
| 13º  | 12 | Lorenzo Alfonsi      | D.F.X. Racing Ducati Pirelli | Ducati 998 S       | 13   | +46.361   | 3     |
| 14º  | 34 | Didier Van Keymeulen | ICSAT                        | Suzuki GSX 1000 R  | 13   | +46.540   | 2     |
| 15º  | 49 | Koen Vleugels        | K.S. Racing                  | Suzuki GSX 1000 R  | 13   | +49.198   | 1     |
| 16º  | 25 | Freddy Papunen       | Freddy Racing                | Yamaha YZF 1000 R1 | 13   | +54.950   |       |
| 17º  | 11 | Nicolas Saelens      | MCT-Sitra                    | Ducati 998 S       | 13   | +58.734   |       |
| 18º  | 53 | José Hurtado         | Circuit Comunitat Valenciana | Suzuki GSX 1000 R  | 13   | +1'02.062 |       |
| 19º  | 18 | Ciro Ranieri         | Five Racing                  | Yamaha YZF 1000 R1 | 13   | +1'15.614 |       |
| 20º  | 72 | Marco Tonini         | Tonini                       | Aprilia RSV 1000   | 13   | +1'21.321 |       |
| 21º  | 7  | Robert De Vries      | MCT-Sitra                    | Ducati 998 S       | 13   | +1'21.678 |       |
| 22º  | 76 | Enrico Pasini        | FBC Racing                   | Aprilia RSV 1000   | 13   | +1'22.583 |       |
| 23º  | 16 | John Bakker          | Lowlands Racing              | Ducati 998 S       | 13   | +1'27.997 |       |
| 24º  | 71 | Roberto Lunadei      | Bike Service                 | Aprilia RSV 1000   | 13   | +1'29.057 |       |
| 25º  | 26 | Christian Nau        | Suzuki Stefan Schmidt        | Suzuki GSX 1000 R  | 13   | +1'29.159 |       |
| 26º  | 45 | Marek Červený        | Intermoto Progres Ecoplast   | Honda CBR 900 RR   | 13   | +1'29.455 |       |

#### Ritirati
| Nº | Pilota            | Squadra    | Motocicletta      | Giri |
| -- | ----------------- | ---------- | ----------------- | ---- |
| 21 | Sergio Ruggiero   | Rox Racing | Ducati 998 S      | 5    |
| 3  | Fabrizio De Marco | Rumi       | Honda CBR 900 RR  | 3    |
| 55 | Marco Tessarolo   | Brave      | Suzuki GSX 1000 R | 0    |